# Prêmio Ibero-Americano de Cinema Fênix
O Prêmio Ibero-Americano de Cinema Fênix (Premio iberoamericano de cine Fénix em espanhol) foi uma premiação realizada anualmente que homenageou os melhores profissionais da indústria cinematográfica da América Latina, Espanha e Portugal.
Os prêmios foram entregues entre 2014 a 2018 e organizados pela Cinema 23, uma associação formada por mais de 700 profissionais de cinema de 22 países diferentes, com o objetivo de reunir as produções cinematográficas de diferentes países e projetar o cinema ibero-americano a outras regiões do mundo.
O galardão concedido aos vencedores do prêmio é uma peça que representa um ovo de uma ave fênix, criada pelo artista brasileiro Artur Lescher. Juntamente com os prêmios correspondentes à 13 categorias disputáveis, é entregue o Premio a la Trayectoria a uma personalidade que realizou importantes contribuições ao cinema ibero-americano. Em 2019, o Cinema23, entidade mexicana responsável pela organização do Prêmio Fênix, anunciou o cancelamento da premiação por tempo indeterminado em virtude da falta de apoio do governo mexicano.

## História

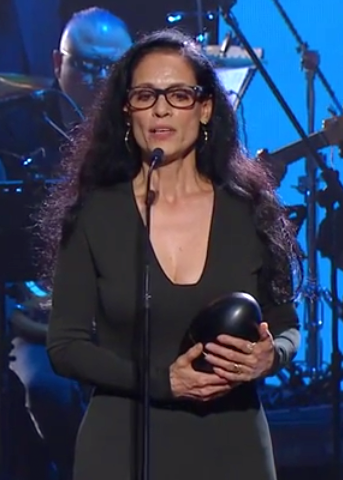
A atriz brasileira Sônia Braga sendo agraciada com o Prêmio Fênix de melhor atriz em 2016.

A primeira edição do Prêmio Ibero-Americano de Cinema Fênix foi realizada no Teatro de la Ciudad Esperanza Iris, localizado na Cidade do México em 30 de outubro de 2014. Diversas personalidades do munda da música e do cinema se apresentaram para animar o evento que distribuiu prêmios à artistas das artes cinematográficas pertencentes à Ibero-América.

### O Prêmio
A peça original concedida aos ganhadores a cada edição é uma criação do artista brasileiro Artur Lescher. Representa uma ovo da ave Fênix e é feita de alumínio anodizado preto fosco com um anel de latão, para as 13 categorias disputáveis, e de alumínio natural polido, para os prêmios especiais. A fênix faz referência, de um lado, à fantástica ave que os antigos creiam que se consumia pela ação do fogo a cada 500 anos e renascia das suas próprias cinzas, e por outro, ao que é singular e único em sua espécie. O prêmio evoca a metáfora do renascimento em diferentes processos que compõem a criação cinematográfica: ideia, desenvolvimento, realização, distribuição e exibição.

## Categorias
- Longa-metragem de ficção[1]
- Direção[1]
- Atuação feminina[1]
- Atuação masculina[1]
- Roteiro[1]
- Fotografia de ficção[1]
- Direção de arte[1]
- Figurino[1]
- Som[1]
- Montagem[1]
- Música original[1]
- Documentário de longa-metragem[1]
- Fotografia de documentário[1]

## Cerimônias e principais vencedores
| Edição | Data                   | Filme                | Diretor                                                                    | Ator                                    | Atriz                                  | Roteiro       |
| ------ | ---------------------- | -------------------- | -------------------------------------------------------------------------- | --------------------------------------- | -------------------------------------- | ------------- |
| 1.ª    | 30 de outubro de 2014  | La jaula de oro      | Amat Escalante por Heli                                                    | Viggo Mortensen por Jauja               | Leandra Leal por O Lobo Atrás da Porta | Heli          |
| 2.ª    | 25 de novembro de 2015 | El Club              | Empate Pablo Larraín por El Club Ciro Guerra por El abrazo de la serpiente | Alfredo Castro por El Club              | Dolores Fonzi por La patota            | El Club       |
| 3.ª    | 7 de dezembro de 2016  | Neruda               | Kleber Mendonça Filho por Aquarius                                         | Guillermo Francella por El Clan         | Sônia Braga por Aquarius               | Boi Neon      |
| 4.ª    | 6 de dezembro de 2017  | Una mujer fantástica | Sebastián Lelio por Una mujer fantástica                                   | Oscar Martínez por El ciudadano ilustre | Daniela Vega por Una mujer fantástica  | Estiu 1993    |
| 5.ª    | 24 de setembro de 2018 | Pájaros de Verano    | Marcelo Martinessi por Las herederas                                       | Lorenzo Ferro por El Ángel              | Carmiña Martínez por Pájaros de Verano | Matar a Jesús |